# Tella-Sin
Tella-Sin község Spanyolországban, Huesca tartományban. Tella-Sin Bielsa és Plan községekkel határos. Lakosainak száma 217 fő (2024).

## Nevezetességek
Tella-Sin egyike annak a hat községnek, amelyek közigazgatási területén osztozik az Ordesa és Monte Perdido Nemzeti Park.

## Népesség
A település népessége az utóbbi években az alábbiak szerint változott:
| Lakosok száma | 271  | 267  | 290  | 291  | 263  | 260  | 231  | 232  | 228  | 217  |
|               | 2001 | 2004 | 2007 | 2009 | 2012 | 2014 | 2017 | 2019 | 2022 | 2024 |